# IC 4834
IC 4834 ist eine Balken-Spiralgalaxie vom Hubble-Typ Sa? im Sternbild Pfau am Südsternhimmel. Sie ist rund 488 Millionen Lichtjahre von der Milchstraße entfernt.
Das Objekt wurde am 13. August 1901 vom US-amerikanischen Astronomen DeLisle Stewart entdeckt.